# Гувер, Уиллис
Уиллис Коллинз Гувер (англ. Willis Collins Hoover; 20 июля 1856, Фрипорт, Иллинойс, США — 27 мая 1936, Вальпараисо, Чили) — чилийский пятидесятнический лидер американского происхождения, пастор, переводчик, проповедник; основатель Методистской пятидесятнической церкви (1909) и Евангелической пятидесятнической церкви Чили (1933).
Уиллис Гувер сыграл ключевую роль в становлении и развитии пятидесятнического движения в Чили; его называют «отцом пятидесятнического движения Чили».

## Биография
Уиллис Колинз Гувер родился 20 июля 1856 года в американском городе Фрипорт, штат Иллинойс в семье Даниэля Гувера (1828—1898) и Ребекки Курт (1832—?). Его семья посещала Методистскую церковь.
Высшее образование Гувер получил в Чикагском университете, который закончил в 1884 году дипломированным хирургом. В 1888 году Гувер женился на выпускнице Библейского института Д. Муди и активной прихожанке методистской церкви Марии Луизе Хилтон (1864—1921).

### Начало служения
Вдохновлённый миссионерским служением Давида Ливингстона Уиллис Гувер решает стать миссионером. В 1889 году, при поддержке фонда Уильяма Тейлора, Гувер прибывает в Чили, где начинает работать преподавателем в английском колледже в Икике. Очень быстро Гувер выучил испанский язык. В 1890-93 годах он является директором английского колледжа. В 1894 году ему предложили стать пастором методистской церкви Икике. Благодаря знанию испанского языка и уважению к чилийской культуре, Гувер заметно преуспевает на посту пастора церкви; в 1897 году его назначают суперинтендантом (епископом) отдела Икике.
В 1902 году Уиллис Гувер становится пастором методистской церкви в Вальпараисо, заменив на этом посту вернувшегося в США Эдвара Уилсона. На тот момент церковь в Вальпараисо была крупнейшей методистской церковью в Чили.

### Переход в пятидесятничество
В 1907 году жена Гувера Мария получила письмо от своей бывшей одноклассницы по библейскому институту Минни Абрамс. В своём письме Абрамс, служившая миссионерской в Индии, рассказывала о пятидесятническом пробуждении в этой стране, сопровождавшемся исцелениями, пророчествами и говорением на иных языках. Минни Абрамс также прислала свою книгу «Крещение Духом Святым и огнём» (2-е изд., Бомбей, 1906). Ознакомившись с книгой, миссис Гувер вступает в переписку с пятидесятническими лидерами Америки, а также с А. Бодди из Великобритании и Т. Барраттом из Норвегии. Через два года, в 1909 году супруги Гуверы пережили крещение Святым Духом и заговорили на иных языках. Вслед за ними подобный опыт пережили многие члены их методистской церкви в Вальпараисо.

### «Отец пятидесятнического движения»
В 1909 году на годовой конференции чилийских методистов Гувер рассказал о пережитом опыте крещения Святым Духом, однако был критически воспринят руководством церкви. 1 мая 1910 года Гувер официально отказался от членства в Методистской епископальной церкви. Вместе с тридцатью семью членами своей общины в Вальпараисо он основывает национальную, независимую и самоуправляемую Методистскую пятидесятническую церковь. Уже через год его община насчитывала 150 членов.
В 1914 и 1915 годах жена Уиллиса Гувера Мария (Мэй) была включена в списки аккредитованных служителей Ассамблей Бога. В 1915 году Уиллис Гувер присутствовал на Генеральном совете Ассамблей Бога, где выступил с докладом о своём служении в Чили, однако дальнейшего сотрудничества с Ассамблеями Бога не сложилось.
Под руководством Гувера пятидесятническое движение в Чили стремительно растёт и распространяется по всей стране; популярный лозунг тех времён гласил: «В каждой деревни на всей территории Чили обязательно будет почтовое отделение и методистская пятидесятническая церковь». В отличие от других протестантских конфессий, Гувер с самого начала сделал ставку на местных пасторов, что оказалось весьма эффективным. В своей проповеди Гувер активно использует элементы чилийской культуры и народные религиозные стили, поощряет уличную евангелизацию. Доктринально, чилийские пятидесятники отличались от американских, сохранив ряд методистских практик. Так, Гувер допускал крещение младенцев. Всё это время чилийское пятидесятническое движение жёстко преследовалось правительством страны и господствующей Католической церковью.

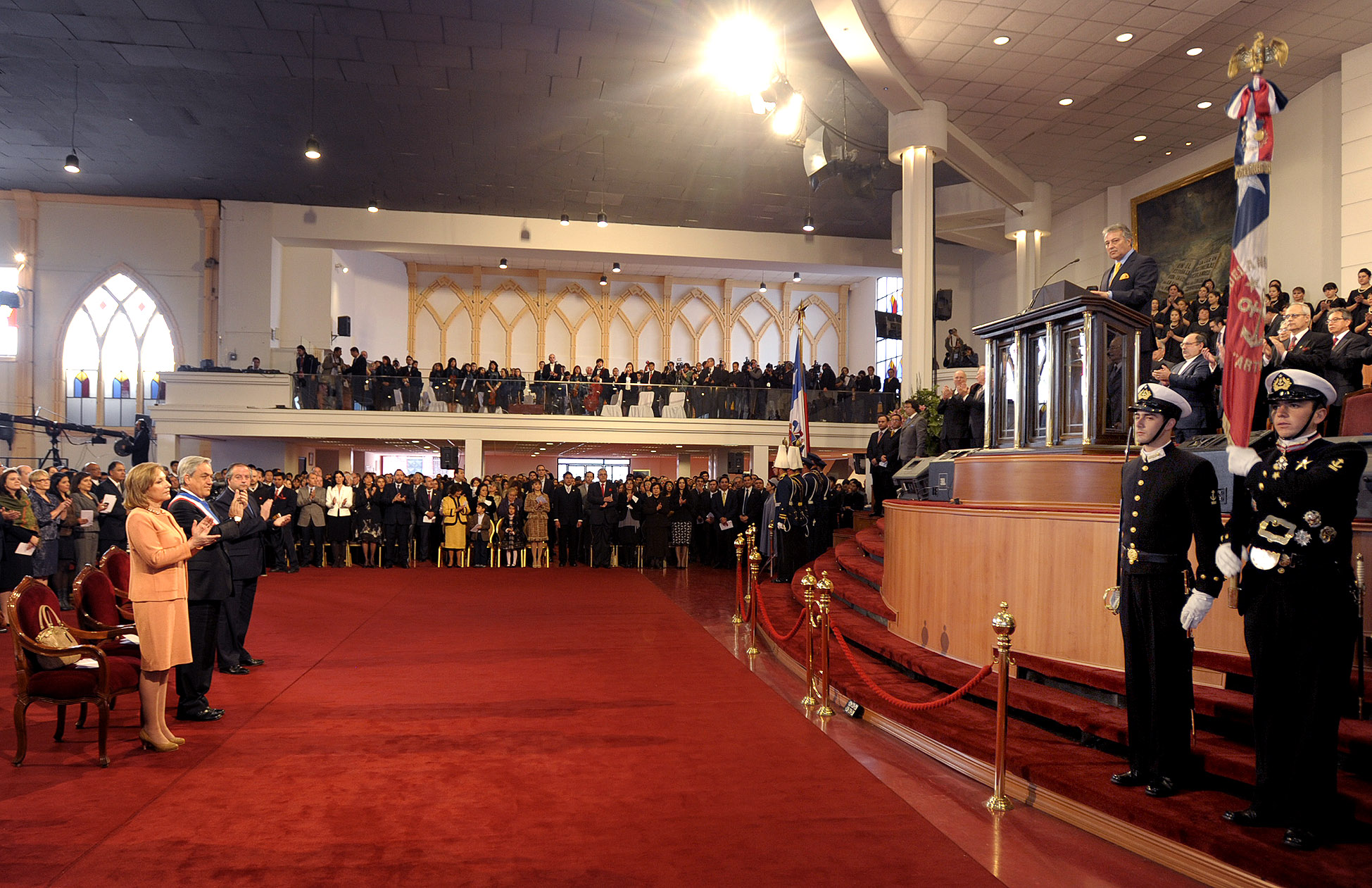
Богослужение в пятидесятническом «Евангельском кафедральном соборе» (ранее — «церковь Йотабече»), крупнейшем религиозном здании в Чили. В первом ряду президент Чили Себастьян Пиньера с супругой (2012 год)

В это время деятельность Гувера встречает противодействие как со стороны христиан, так и со стороны неверующих. Методисты призвали власти Чили выдворить его из страны, в газетах его называли «великим мошенником», «гипнотизёром» и «предсказателем». Ряд американских пятидесятнических лидеров раскритиковали Гувера за то, что в названии своей церкви он оставил слово «методистская», однако свою поддержку в этом вопросе Гуверу высказал лидер норвежских пятидесятников Томас Барратт (бывший методист).
В 1933 году из-за возникших разногласий Гувер покидает Методистскую пятидесятническую церковь и основывает Евангелическую пятидесятническую церковь.
Уиллис Гувер перевел на испанский язык сотни христианских гимнов, многие из которых исполняются пятидесятниками Чили до сих пор. Из-за ассоциаций с танцами и выпивкой, Гувер был категорически против использования на богослужении гитары, полагая, что для служений достаточен орган. Гувер также сопротивлялся широкому увлечению христиан спортом, светской музыкой и кино.
Уиллис Коллинз Гувер оставался активным вплоть до своей смерти 27 мая 1936 года. Похоронен на кладбище в Вальпараисо.
В настоящее время прихожанами чилийских пятидесятнических церквей являются 2,5 млн человек; большинство пятидесятнических общин возводят свою историю к служению Уиллиса Гувера.

## Публикации

### Книги
- Willis Collins Hoover. Historia del Avivamiento Pentecostal en Chile. — 1-е изд.. — Вальпараисо, 1934.

- Hoover, Willis C. Historia del avivamiento pentecostal en Chile. — 2-е изд.. — Сантьяго: Imprenta Excelsior, 1948.

- W. C. Hoover; Corporacion Iglesia Evangelica Pentecostal (Chile). Historia del avivamiento: origen y desarrollo de la Iglesia Evangelica Pentecostal. — Сантьяго: Eben-Ezer Press, 1977. — 509 p.

- Willis C. Hoover, Mario G. Hoover. History of the Pentecostal Revival in Chile. — Сантьяго: Imprenta Eben-Ezer, 2000. — 316 p. — ISBN 0-9678759-0-0.

### Статьи
- Willis C. Hoover. The Wonderful Works of God in Chili (англ.) // William Hamner Piper The Latter Rain Evangel : журнал. — Чикаго, 1911. — Vol. 3, iss. April, no. 7. — P. 19-20.

- Willis C. Hoover. The Wonderful Works of God in Chili. Part Two (англ.) // William Hamner Piper The Latter Rain Evangel : журнал. — Чикаго, 1911. — Vol. 3, iss. July, no. 10. — P. 21-24.

- Willis C. Hoover. The Wonderful Works of God in Chili (англ.) // E. A. Sexton The Bridegroom's Messenger : газета. — Атланта, 1911. — Iss. 5, no. 97.

- W. C. Hoover. Through Perils and Hardships to Crowning Days: The Outpouring of the Spirit in Chile (англ.) // The Latter Rain Evangel : журнал. — Чикаго, 1914. — Vol. 6, iss. June, no. 9. — P. 17-19.

- W. C. Hoover. The Remarkable Spread of Pentecost in Chile (англ.) // J. W. Welch The Weekly Evangel : газета. — Сент-Луис: The Gospel Publishing House, 1918. — Iss. January, 5, no. 221. — P. 7.

- Dr. W. C. Hoover. A Phenomenal Self-supporting Native Work: Transformed from Professional Rogues to Preachers of the Gospel (англ.) // The Latter Rain Evangel : журнал. — Чикаго: The Evangel Publishing House, 1921. — Iss. January, no. 4. — P. 2-5.

- Dr. W. C. Hoover. Apostolic Power Brings Apostolic Persecution: How God Exonerated His Servants under Trial (англ.) // The Latter Rain Evangel : журнал. — Чикаго: The Evangel Publishing House, 1921. — Vol. 13, iss. February, no. 3. — P. 14-17.

- Willis C. Hoover. Ecclesia — Church. Needed a Complete Purification of Pastors and People (англ.) // The Latter Rain Evangel : журнал. — Чикаго: The Evangel Publishing House, 1921. — Vol. 13, iss. May, no. 8. — P. 2-4.

- Willis C. Hoover. Send Me Where You Need Me (англ.) // The Latter Rain Evangel : журнал. — Чикаго: The Evangel Publishing House, 1921. — Vol. 15, iss. December, no. 2. — P. 21-23.

- W. C. Hoover. The Pentecostal Revival in Chile (англ.) // Stanley H. Frodsham The Pentecostal Evangel : газета. — Спрингфилд: The Gospel Publishing House, 1922. — Iss. July, 22, no. 454-455. — P. 2-3.

- W. C. Hoover. The Pentecostal Revival in Chile (англ.) // Stanley H. Frodsham The Pentecostal Evangel : газета. — Спрингфилд: The Gospel Publishing House, 1922. — Iss. August, 5, no. 456-457. — P. 6-7.

- W. C. Hoover. Pentecost in Chile (англ.) // Stanley H. Frodsham The Pentecostal Evangel : газета. — Спрингфилд: The Gospel Publishing House, 1932. — Iss. July, 16, no. 957. — P. 8-9.

- W. C. Hoover. Raised of Dead (англ.) // The Pentecostal Evangel : газета. — Спрингфилд: The Gospel Publishing House, 1936. — Iss. March, 14, no. 1140. — P. 4.

## Комментарий
1. 1 2  В некоторых источниках указан 1858 год